# Hofanlage Dalsper 12
Die Hofanlage Dalsper 12 im niedersächsischen Elsfleth-Dalsper im Landkreis Wesermarsch stammt aus dem  19. und 20. Jahrhundert.

Aktuell (2023) wird sie als Wohnhaus und  landwirtschaftlich genutzt.
Die Gebäude stehen unter Denkmalschutz (siehe auch Liste der Baudenkmale in Dalsper).

## Geschichte
Die Marschhufensiedlung Moorriem mit der mittigen Bauerschaft Dalsper erstreckt sich über etwa 16 Kilometer, wurde nach 1062 gegründet und erhielt im 14. Jahrhundert die heutige Struktur mit den schmalen, oft extrem langgestreckten Parzellen. Im Abstand von ca. 50 bis 100 Metern liegen zahlreiche Hofstellen auf Wurten.
Diese Hofanlage besteht aus
- dem eingeschossigen giebelständigen Wohngebäude von 1936 (Inschrift) auf einem Kellersockel mit Drempel, Krüppelwalmdach und einem polygonalen Standerker sowie einem rückwärtigen schmaleren Anbau mit Satteldach (ein früheres Hallenhaus wurde wohl abgerissen),[2]
- der giebelständigen dahinter stehenden Scheune aus dem 19. Jahrhundert (evtl. abgerissen),[3]
- sowie weiteren nicht denkmalgeschützten Nebenanlagen.

Das Landesdenkmalamt befand: „… geschichtliche und städtebaulichen Bedeutung … die aneinandergereihten Höfe Dalsper 4-16. In ortstypischer Weise zeigen die Wirtschaftsgiebel der fünf parallel stehenden Hallenhäuser nach Osten und zum Marschland … zeigen beispielhaft die Siedlungsstruktur und -geschichte von Moorriem. …“